# قرة بلاغ (ميانة)
قرة بلاغ هي قرية في مقاطعة ميانة، إيران. عدد سكان هذه القرية هو 280 في سنة 2006.